# 仙台三越
株式会社仙台三越（せんだいみつこし）は、宮城県仙台市青葉区一番町四丁目8番15号に所在する株式会社三越伊勢丹ホールディングスの完全子会社で、同市にある百貨店および東北地方各地にある小型店を運営している。

## 概要
運営会社としての仙台三越は、店舗としての仙台三越を仙台市都心部に、小型サテライト店を宮城県内に、エムアイプラザ（編集型小型店）を東北地方に展開している。
店舗としての仙台三越は、三越ビル・ABビルに入居する「本館」と、その北側に隣接する141ビルに入居する「定禅寺通館」の3棟2館体制であり、百貨店としては東北地方で最大級の店舗面積となっている。
仙台三越本館「三越ビル」は、日本初の「車いすマーク」貼付施設として知られる。

## 運営店舗

### 仙台三越
| 館名       | 入居ビル | 住所                | 位置                                   |
| ---------- | -------- | ------------------- | -------------------------------------- |
| 本館       | 三越ビル | 一番町四丁目8番15号 | 北緯38度15分54.2秒 東経140度52分14.9秒 |
| 本館       | ABビル   | 一番町四丁目8番29号 | 北緯38度15分54.9秒 東経140度52分17.4秒 |
| 定禅寺通館 | 141ビル  | 一番町四丁目11番1号 | 北緯38度15分56.2秒 東経140度52分15.6秒 |

### 小型サテライト店
| 店名       | 住所                                              | 位置                                 |
| ---------- | ------------------------------------------------- | ------------------------------------ |
| 三越大河原 | 柴田郡大河原町字新南61番地20                      | 北緯38度3分3.8秒 東経140度43分43.2秒 |
| 三越富沢   | 仙台市太白区富田字京ノ北72-1 アクロスプラザ富沢西 |                                      |
| 三越利府   | 利府町利府字堀切前35番地1 みやぎ生協利府店内      |                                      |

### エムアイプラザ
| 店名                  | 住所                               | 位置                                   | 開店日         |
| --------------------- | ---------------------------------- | -------------------------------------- | -------------- |
| MI PLAZA 三越古川店   | 宮城県大崎市古川台町9-10           | 北緯38度34分25.1秒 東経140度57分47.7秒 | 2015年05月02日 |
| MI PLAZA 三越タピオ店 | 宮城県仙台市泉区寺岡六丁目5番地の1 | 北緯38度20分31.3秒 東経140度50分10.4秒 | 2013年10月10日 |
| MI PLAZA 三越山形店   | 山形県山形市香澄町三丁目2番1号     | 北緯38度14分47.4秒 東経140度19分54.4秒 | 2014年03月17日 |

## 沿革

### 前史
- 1673年（延宝元年）、江戸本町に呉服店「越後屋」が開店。
- 1893年（明治26年）、越後屋を「合名会社三井呉服店」に改組。
- 1904年（明治37年）、「株式会社三越呉服店」を設立。日本初の百貨店となる。
- 1927年（昭和2年）12月25日、のちに三越仙台店の最寄り駅となる仙台市電・県庁市役所前駅が開業。
- 1928年（昭和3年）
  - 3月28日、仙台市電循環線全線開通。
  - 「株式会社三越呉服店」の商号を「株式会社三越」に変更。

### 三越仙台店
- 1933年（昭和8年）4月1日、宮城県仙台市東一番丁に「三越仙台店」が開店（三越仙台支店とも言われた）[5]。建物は地下1階、地上5階で、屋上庭園もあった[6][7]。
- 1945年（昭和20年）
  - 7月10日、仙台空襲で全焼[7]。
  - 8月1日、復旧した1階部分のみで営業再開[7]。その後も建物を修復しながら営業継続[7]。
- 1962年（昭和37年）、増改築工事を開始[7]。
- 1963年（昭和38年）11月1日、現在の三越ビルにあたる、地下2階、地上7階の建物が完成[7]。
- 1970年（昭和45年）2月1日、住居表示施行により、住所が東一番丁から一番町四丁目となる[8][9]。

国際シンボルマーク（通称：車いすマーク）

- 1971年（昭和46年）11月、障害者全般が利用できる建築物・施設・公共交通機関等である事を示す「国際シンボルマーク」（通称：車いすマーク）[† 3]が、車椅子でも使用出来るよう改修した4階のトイレの入口に掲出された[† 2]。このマークの掲出は全国第1号であり、全国に広がる福祉のまちづくりのきっかけの1つとなった[4][† 2]。
- 1976年（昭和51年）3月31日、仙台市電の運行が終了。最寄り駅が無くなる。
- 1979年（昭和54年）、秋田県秋田市に小型売店「三越秋田」（北緯39度43分8.3秒 東経140度6分19.5秒 / 北緯39.718972度 東経140.105417度）を開店[† 4]。
- 1981年（昭和56年）、岩手県盛岡市に小型売店「三越盛岡」（北緯39度42分7.1秒 東経141度8分38.4秒 / 北緯39.701972度 東経141.144000度）を開店。
- 1987年（昭和62年）
  - 3月、道を挟んで北隣に141ビル（ファッションドーム141）が開業。同ビル地下1階と三越仙台店の地下1階との間に連絡通路を設け、両ビル地下1階を「三越フードガーデン」として一体的に運営。
  - 7月15日、仙台市営地下鉄南北線・勾当台公園駅が最寄り駅として開業。
  - 宮城県柴田郡大河原町に「三越大河原」を開店[10]。
- 1990年（平成2年）、宮城県石巻市に小型売店「三越石巻」（北緯38度26分28.2秒 東経141度18分2.6秒 / 北緯38.441167度 東経141.300722度1990年 - 2011年3月11日）)）を開店[10]。
- 1992年（平成4年）10月、三越・ABビルが竣工。141・三越上空連絡通路を設置。
- 2007年（平成19年）2月、名取市のダイヤモンドシティ・エアリ（同年9月22日にイオンモール名取エアリに改称）に「三越名取店」（北緯38度9分49.3秒 東経140度53分50.4秒 / 北緯38.163694度 東経140.897333度）を開店。
- 2008年（平成20年）11月21日、141ビルの商業エリアを一括賃貸し、「三越定禅寺通館」として開店。

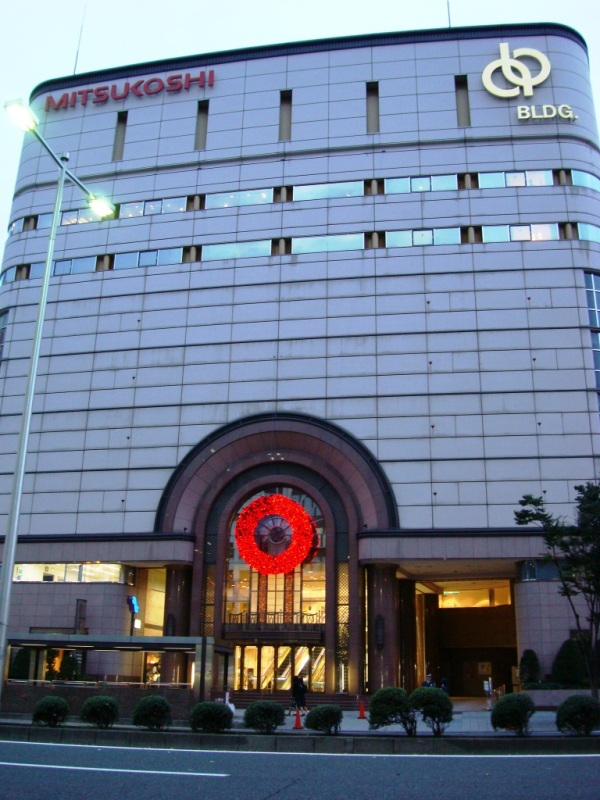
仙台三越本館（ABビル）

- 2009年（平成21年）3月1日、「三越名取店」および小型売店「三越盛岡」を閉店[11]。

### 仙台三越
- 2009年（平成21年）10月1日、地域事業準備会社として『株式会社仙台三越』設立[12]。
- 2010年（平成22年）
  - 3月1日、小型売店「三越秋田」を閉店[13]。
  - 4月1日、株式会社三越から『株式会社仙台三越』が宮城県内の百貨店運営事業を承継[12]。
- 2011年（平成23年）
  - 3月11日、東北地方太平洋沖地震（東日本大震災）で被災。「仙台三越」では、本館5階と定禅寺通館4階とをつなぐ連絡通路に屋上の避雷針が落下してささり、店内は破損したガラスが散乱したほか、スプリンクラーの破損で水浸しとなって自家発電装置が使用不能に陥るなどしたため営業を休止した[14]。「三越石巻」は津波で約1.5メートルの浸水被害に遭って休業した[15]。「三越大河原」も休業した[14]。
  - 3月12日、三越伊勢丹グループが、自社の物流網を用いて支援物資を被災地に届ける活動を開始[14]（仙台市内には「株式会社三越 扇町三越商品センター」（北緯38度15分58.1秒 東経140度56分27.5秒 / 北緯38.266139度 東経140.940972度）がある）。また、義捐金の寄付や店頭募金活動、グループの従業員がボランティア活動を行った[14]。
  - 3月23日、震災発生後、缶詰やレトルト食品など限定的な販売を続けてきた「仙台三越」で、本館・定禅寺通館の地下1階食料品売り場が営業再開（営業時間 11:00 - 14:00）[14][16][17]。また、定禅寺通館の地下2階に移した高校制服売り場を、4月3日まで11:00 - 15:00で営業[16]。
  - 3月26日、「仙台三越」本館1階 - 3階の営業を再開[18]。
  - 4月5日、「仙台三越」本館5階および6階の営業を再開[19]。営業時間を1時間延長し11:00 - 17:00とした[19]。
  - 4月11日、「仙台三越」定禅寺通館が全館営業再開（営業時間11:00 - 17:00）[20]。この日までに本館の7階（宝飾品売場）と8階（レストラン）以外の営業を再開[20]。
  - 4月15日、「仙台三越」が全館営業再開（営業時間10:00 - 18:00）[14][21]。
  - 5月1日、「仙台三越」が震災後に設定していた毎週水曜の定休日を廃止し、営業時間を1時間延長して通常営業に復帰した（営業時間10:00 - 19:00）[22]。
  - 11月15日、「三越石巻」が石巻市役所[† 5][† 6]1階の複合商業施設「エスタ[† 7][† 8]」に臨時店舗を開店（北緯38度26分3.1秒 東経141度18分9.8秒 / 北緯38.434194度 東経141.302722度）[23]。売り場面積は約50平方メートル[24]。
- 2012年（平成24年）
  - 1月、石巻市立町二丁目のヤマト屋書店跡地に「三越石巻」の新店舗の建設開始[15]。建築主はヤマト屋書店で、石巻市中心部で震災後初めての新築建造物[15]。
  - 2月25日、「三越石巻」が臨時店舗を閉鎖[23]。
  - 3月8日、「三越石巻」が新店舗に移転・営業再開[23]。売り場面積は約165平方メートルで、被災した元店舗の半分ほど[24]。
  - 5月24日、ヤマト屋書店が仙台三越・定禅寺通館の地下2階に開店[25]。
- 2013年（平成25年）
  - 2月15日、仙台うみの杜水族館の運営会社として設立された仙台水族館開発（株）に在仙企業の1社として出資[26][27]。
  - 10月10日、三越伊勢丹グループが、全国2例目となる新たな編集型小型店を仙台市泉区の泉パークタウン タピオに「MI PLAZA MITSUKOSHI タピオ店」（エムアイプラザ 三越タピオ店）として開業[10][28][29]。
- 2014年（平成26年）
  - 3月17日、山形市の山交ビル1階に、「MI PLAZA MITSUKOSHI 山形店」（エムアイプラザ 三越山形店）を出店[10][30][31]。
  - 10月2日、宮城県登米市に、「MI PLAZA MITSUKOSHI 登米佐沼店」（エムアイプラザ 三越登米佐沼店）を出店[10][32]。
- 2015年（平成27年）5月2日、宮城県大崎市のリオーネふるかわA館1階に、「MI PLAZA MITSUKOSHI 古川店」（エムアイプラザ 三越古川店）を出店[33]。
- 2018年（平成30年）4月7日 - 仙台市太白区富田のアクロスプラザ富沢西内に「三越富沢店」を出店[34]。
- 2021年（令和3年）3月7日 - 販売不振を理由に「MI PLAZA MITSUKOSHI 登米佐沼店」（エムアイプラザ 三越登米佐沼店）を閉店[35]。
- 2022年（令和4年）6月24日 - みやぎ生協利府店内に「三越利府店」を開店[36]。

## その他
渋谷徳三郎や岡崎栄松ら歴代仙台市長が会長を務めた「仙台ロータリークラブ（戦時中は「仙台火曜会」）」は1940年代 - 1950年代、ここ三越を例会場として活動していた。

## アクセス
仙台三越
- 地下鉄：仙台市地下鉄南北線・勾当台公園駅
  - 定禅寺通館の地下3階、および、本館の地下1階（半地下2階）に直結。
- 駐車場：合計3,040台[1]
  - 三越パーキング：79台
  - 三越定禅寺通館パーキング：66台
  - 契約駐車場：2,895台
- 駐輪場：430台（本館地下2階）[2]